# Niccolò Da Conti
Niccolò di Conti (1385–1469) foi um comerciante italiano e explorador da República de Veneza nascido em Chioggia, que viajou para a Índia, Sudeste asiático e, possivelmente, para o sul da China durante o século XV. Após o regresso dos Pólos não há registo de outros comerciantes italianos na China até ao retorno de Niccolò di Conti por mar em 1439.
Niccolò partiu de Veneza cerca de 1419 e estabeleceu-se em Damasco, na Síria, onde estudou árabe. Durante um período de 25 anos viajou como comerciante muçulmano em numerosos lugares da Ásia. A sua familiaridade com as línguas e culturas islâmicas permitiu-lhe viajar para muitos lugares a bordo de navios propriedade de comerciantes islâmicos.
As viagens de Niccolò ocorreram durante o período de relações timúridas com a Europa. E na mesma época e nos mesmos locais que as as expedições do almirante chinês Zheng He. Os seus relatos são contemporâneos, e bastante coerentes, com os dos escritores chineses que navegaram com Zheng He, como Ma Huan (escrito em 1433) e Fei Xin (escrito por volta de 1436).